# شرطة دورية المهام الخاصة في أوكرانيا
شرطة دورية المهام الخاصة في أوكرانيا (بالاوكرانية:Патруль поліції особливого призначення України) هي فرق متطوعة من وحدات تنفيذ القانون وهي جزء من وزارة الشؤون الداخلية. تم إنشاؤه في الأصل لمنع التعدي الإجرامي والدفاع عن النظام المدني في 15 أبريل 2014 بعد الغزو الروسي لأوكرانيا.

## التاريخ
في تاريخ (أبريل 2014) أصدر وزير الشؤون الداخلية بالوكالة أرسين آفاكوف، أمرًا بإنشاء كتائب شرطة خاصة. تم تشكيل 56 وحدة من ميليتسيا دورية المهام الخاصة. كانت تلك الشركات والكتائب ذات المهام الخاصة خدمة دورية ميليتسيا في عام 2015  صبحت ميليتسيا، دورية المهام الخاصة، شرطة دورية المهام الخاصة
اعتبارًا من عام 2016 ، هناك أفواج من شرطة دورية المهام الخاصة مثل Dnipro-1 .

## قائمة وحدات شرطة دورية المهام الخاصة
1-كتيبة شرطة "أرتيميفسك تشكلت في إقليم دنيبروبتروفسك.
2-كتيبة شرطة بوجدان تأسست في 12 يوليو 2014 في خميلنيتسكي، أوكرانيا. تتكون الشركة إلى حد كبير من متطوعين.
3-كتيبة شرطة تشيرنيهيف تم تشكيلها في إقليم تشيرنيهيف.
4-كتيبة شرطة ايفانو فرانكيفسك.
5-كتيبة شرطة خاركيف تشكلت في خاركيف.
6- كتيبة شرطة كييف 1.
7-كتيبة شرطة كيف 2.
8-كتيبة منطقة كييف تشكلت في اقليم كييف.
9-كتيبة شرطة لفيف تشكلت في غرب مدينة لفيف وتتكون الوحدة بشكل كبير من المتحدثين الأوكرانيين، على الرغم من أن جميع المتطوعين أحرار في الانضمام. جميع الأعضاء هم ضباط شرطة شرعيون في أوكرانيا. تتكون الكتيبة من 150 متطوعًا وتم نشرها رسميًا في يوليو 2014. يجب أن يمتلك المتطوعون خبرة عسكرية سابقة وتلقوا تدريبًا لمدة 3 أشهر قبل نشرهم.
10-كتيبة شرطة "زولوتي فوروتي تشكلت في إقليم كييف بالإضافة إلى ذلك، أصدرت وزارة الداخلية أمرًا بتشكيل كتيبتين للشرطة في إقليم دونيتسك (كتيبة الشرطة "دونيتسك -1" وكتيبة الشرطة "دونيتسك -2") لكنهما لم يتم تشكيلهما أبدًا.
11-كتيبة شرطة سفيتياز.
12-كتيبة شرطة سيتشيسلاف.

## وحدات الشرطة الخاصة السابقة
كتيبة شرطة "شاختارسك وهي دفاع إقليمي تتكون من متطوعين سابقين تضم معظمهم مدانون سابقون من دونباس تأسست في شاختارسك في يونيو 2014 (لأن الكتيبة ترفع تقاريرها إلى وزارة الداخلية أصبح أعضاؤها ضباط شرطة رسميًا). في أكتوبر 2014 تم حل الوحدة بعد اتهام 50 فردًا من الكتيبة نهب والشغب. ثم أعيد إحياء الكتيبة باسم كتيبة شرطة "تورنادو كتيبة شرطة «تورنادو» - بعد أن تم حل كتيبة «شاختارسك» في أكتوبر 2014 بعد اتهام 50 عنصرا من الكتيبة بالنهب والشغب. تم إحياؤها باسم كتيبة شرطة «تورنادو». كانت الكتيبة تتكون من حوالي 100 شخص وكان معظم أفرادها مدانين سابقين من دونباس (لأن الكتيبة ترفع تقاريرها إلى وزارة الداخلية، وكان أعضاؤها ضباط شرطة رسميًا). في 18 يونيو 2015 تم حل الوحدة بعد اتهام أعضائها بالنهب والاغتصاب والتعذيب. في البداية رفضت الكتيبة وقف العمليات ونزع السلاح. اتُهم أعضاء الكتيبة السابقون واعتقلوا بتهمة تهريب الحديد الزهر من الأراضي الخاضعة لسيطرة الانفصاليين.